# Liste von Kraftwerken in Neuseeland
Die Kraftwerke in Neuseeland werden sowohl auf einer Karte als auch in Tabellen (mit Kennzahlen) dargestellt. Die Liste ist nicht vollständig. Eine umfangreiche Liste mit Kraftwerken findet sich in der angegebenen Quelle.

## Installierte Leistung und Jahreserzeugung
Im Jahre 2015 lag Neuseeland bzgl. der installierten Leistung mit 9.454 MW an Stelle 65 und bzgl. der jährlichen Erzeugung mit 42,77 Mrd. kWh an Stelle 58 in der Welt. Der Elektrifizierungsgrad lag 2016 bei 100 %.

## Karte
| Arapuni |

| Aratiatia |

| Atiamuri |

| Aviemore |

| Benmore |

| Clyde |

| Huntly |

| Karapiro |

| Kawerau |

| Manapouri |

| Maraetai |

| Matahina |

| Mokai |

| Nga Awa Purua |

| Ohaaki |

| Ohakuri |

| Ohau A |

| Ohau B |

| Ohau C |

| Otahuhu |

| Roxburgh |

| Stratford |

| Tararua |

| Te Apiti |

| Tekapo B |

| Tokaanu |

| Tuai |

| Waipapa |

| Waipori |

| Te Mihi |

| Waitaki |

| Whakamaru |

| West Wind |

## Geothermiekraftwerke
| Name des Kraftwerks                    | Inst. Leistung (MW) | Status                     |
| -------------------------------------- | ------------------- | -------------------------- |
| Kawerau                                | 108                 | in Betrieb                 |
| Mokai                                  | 110                 | in Betrieb                 |
| Nga Awa Purua Geothermal Power Station | 140                 | in Betrieb                 |
| Kraftwerk Ohaaki                       | 122                 | in Betrieb                 |
| Rotokawa Geothermal Power Station      | 35                  | in Betrieb                 |
| Te Mihi Geothermal Power Station       | 160                 | in Betrieb                 |
| Wairakei Geothermal Power Station      | 181 (zuletzt)       | wird durch Te Mihi ersetzt |

## Kalorische Kraftwerke
In der Tabelle sind nur Kraftwerke mit einer installierten Leistung > 200 MW aufgeführt.
| Name des Kraftwerks    | Inst. Leistung (MW) | Brennstoff    | Status     |
| ---------------------- | ------------------- | ------------- | ---------- |
| Huntly                 | 1.200               | Kohle, Erdgas | in Betrieb |
| Otahuhu                | 404                 | Erdgas        | in Betrieb |
| Stratford („Taranaki“) | 585                 | Erdgas        | in Betrieb |

## Wasserkraftwerke
In der Tabelle sind nur Kraftwerke mit einer installierten Leistung > 50 MW aufgeführt.
| Name des Kraftwerks | Inst. Leistung (MW) | Fluss/See              | Status     |
| ------------------- | ------------------- | ---------------------- | ---------- |
| Arapuni             | 206                 | Waikato River          | in Betrieb |
| Aratiatia           | 90                  | Waikato River          | in Betrieb |
| Atiamuri            | 84                  | Waikato River          | in Betrieb |
| Aviemore            | 220                 | Waitaki River          | in Betrieb |
| Benmore             | 540                 | Waitaki River          | in Betrieb |
| Clyde               | 432                 | Clutha River/Mata-Au   | in Betrieb |
| Karapiro            | 90                  | Waikato River          | in Betrieb |
| Manapouri           | 850                 | Lake Manapouri         | in Betrieb |
| Maraetai            | 360                 | Waikato River          | in Betrieb |
| Matahina            | 80                  | Rangitaiki River       | in Betrieb |
| Ohakuri             | 112                 | Waikato River          | in Betrieb |
| Ohau A              | 264                 | Lake Ōhau, Lake Pukaki | in Betrieb |
| Ohau B              | 222                 | Lake Ruataniwha        | in Betrieb |
| Ohau C              | 222                 | Lake Ruataniwha        | in Betrieb |
| Roxburgh            | 320                 | Clutha River/Mata-Au   | in Betrieb |
| Tekapo B            | 160                 | Lake Tekapo            | in Betrieb |
| Tokaanu             | 240                 | Lake Rotoaira          | in Betrieb |
| Tuai                | 60                  | Lake Waikaremoana      | in Betrieb |
| Waipapa             | 54                  | Waikato River          | in Betrieb |
| Waipori             | 84                  | Waipori River          | in Betrieb |
| Waitaki             | 90                  | Waitaki River          | in Betrieb |
| Whakamaru           | 100                 | Waikato River          | in Betrieb |

## Windparks
Laut The Wind Power waren in Neuseeland Ende 2017 Windkraftanlagen (WKA) mit einer Gesamtleistung von 623 MW in Betrieb, in Bau oder geplant.
| Name des Windparks | Inst. Leistung (MW) | Anzahl | Status     |
| ------------------ | ------------------- | ------ | ---------- |
| Tararua            | 161                 | 134    | in Betrieb |
| Te Apiti           | 90                  | 55     | in Betrieb |
| West Wind          | 142                 | 62     | in Betrieb |